# David Hasselhoff
David Michael Hasselhoff (Baltimore, 17 de julio de 1952) es un actor, productor y músico estadounidense también conocido como "The Hoff".

## Biografía
Tiene ascendencia  alemana e irlandesa por vía paterna y por vía materna inglesa. Una vez terminado el instituto ingresó en el Instituto de Artes de California. Un día, mientras trabajaba en el restaurante fue descubierto por un responsable de cástines que le hizo algunas pruebas. Gracias a estas consiguió sus primeros papeles, con breves apariciones en algunas series, como en The Young and the Restless (1973) y Police Story. Poco a poco fue haciéndose un hueco en la industria a finales de la década de 1970 y apareció en series como The Love Boat 1977-1986 (salió en dos episodios, uno en 1980 y otro en 1981).
Pero su gran oportunidad llegó en 1982 con la serie Knight Rider (El coche fantástico en España o El carro increíble en México, o como El auto fantástico en Hispanoamérica), serie por la que se interesó desde que conoció el proyecto. La serie fue un enorme éxito, tanto en Europa como en América. Se mantuvo en antena durante cuatro años (1982 - 1986). En ella interpretaba a Michael Knight. El éxito de esta serie popularizó su imagen a nivel mundial. 
Tras la finalización de la serie entró en una fuerte crisis profesional, ya que no conseguía que le ofrecieran ningún trabajo interesante; lo que le hizo plantearse el final de su carrera como actor. Felizmente paralelo al final de la serie decidió dedicarse a su otra pasión, la música. 
Grabó su primer disco, titulado Night Rocker, en 1985. En 1989 unos productores televisivos le comentaron la idea que tenían para una serie, las vidas de unos guardavidas en las playas de Malibú. En un principio no le interesó el proyecto, ya que quería ser reconocido por su labor interpretativa, no por su físico. Pero cuando llegó a sus manos el guion del episodio piloto cambió de idea, argumentando que detrás había auténticas historias que reflejaban la vida real de los guardavidas de una playa, los incidentes, los pequeños dramas que tienen lugar, los salvamentos, lo que me hizo aceptar la oferta. Desde entonces la trayectoria de David volvió a coger fuerza, llegando aún más lejos que en sus mejores días en Knight Rider. La serie en cuestión se titula Baywatch (Los vigilantes de la playa en España y Los guardianes de la bahía, en Hispanoamérica) (1989-2001), y David interpretaba al teniente Mitch Buchannan, aunque también ejerció de productor. Participó en ella desde su inicio en 1989 hasta el año 2000.
El 31 de diciembre de 1989, David se convirtió en el primer estadounidense en cantar en Alemania Oriental, al interpretar sobre el muro de Berlín, recientemente derrumbado, el sencillo Looking for Freedom.
Al mismo tiempo que rodaba la serie seguía participando en numerosos telefilmes. En 1992 rueda El anillo de los mosqueteros, junto a Corbin Bernsen y John Rhys-Davies entre otros. En esta película, David interpretaba a D'Artagnan. 
En 1993, lanza (solo en Suiza) su sencillo Pingu Dance, una canción rap basada en la popular serie infantil Pingu. [video] Parte de la canción sería usada luego como el tema principal para la tercera y cuarta temporadas de la serie, así como en la remasterización de las primeras dos temporadas. [video]
En 1995, él mismo creó un spin-off de su personaje de Baywatch, titulado Los vigilantes de la noche. En ella Mitch abría una agencia de detectives, junto a un amigo. Dicho tono detectivesco se perdería con el paso de los episodios, dándole un toque paranormal, muy al estilo de la serie que triunfaba por aquella época, The X-Files. Solo estuvo en antena durante 3 años (1995-1997). En España fue emitida por Antena 3 Televisión a altas horas de la madrugada.
En 1998 interpretaría para la pequeña pantalla la adaptación de un cómic de Marvel, Nick Fury: Agent of Shield. En la que daba vida al personaje del título. Se suponía que era el episodio piloto de una nueva serie, pero la escasa acogida que tuvo este episodio dio al traste con el proyecto. En España fue emitida por Antena 3 Televisión en un horario de máxima audiencia, por la noche y bajo un título que despistó a los telespectadores: Objetivo: Manhattan. 
También se ha prodigado en el teatro: en 2001 interpretaría Jekyll & Hyde: The Musical, donde daba vida al famoso doctor.
En 2004 Hasselhoff fue elegido para completar el reparto de la representación teatral de Chicago, en los escenarios londinenses. En ella dio vida al mismo personaje que interpretaba Richard Gere en la versión cinematográfica, el abogado Billy Flynn.
A la par que se dedicaba a la interpretación también mantenía su carrera como cantante, llegando a editar 14 discos hasta la actualidad, siendo el último un disco de versiones de conocidas canciones anglosajonas, Sings America (2004). Entre ellos se destacó Looking For Freedom (1989), que se convirtió en todo un éxito en Alemania, convirtiéndose en triple platino y siendo número uno durante tres meses en las listas de ventas de dicho país. 
En la vida privada, y después de varias relaciones amorosas frustradas, David se casó con la actriz Pamela Bach, de 29 años. La pareja tuvo dos hijos: Taylor Ann y Hayley Amber. En 2006 David y Pamela se divorciaron. 

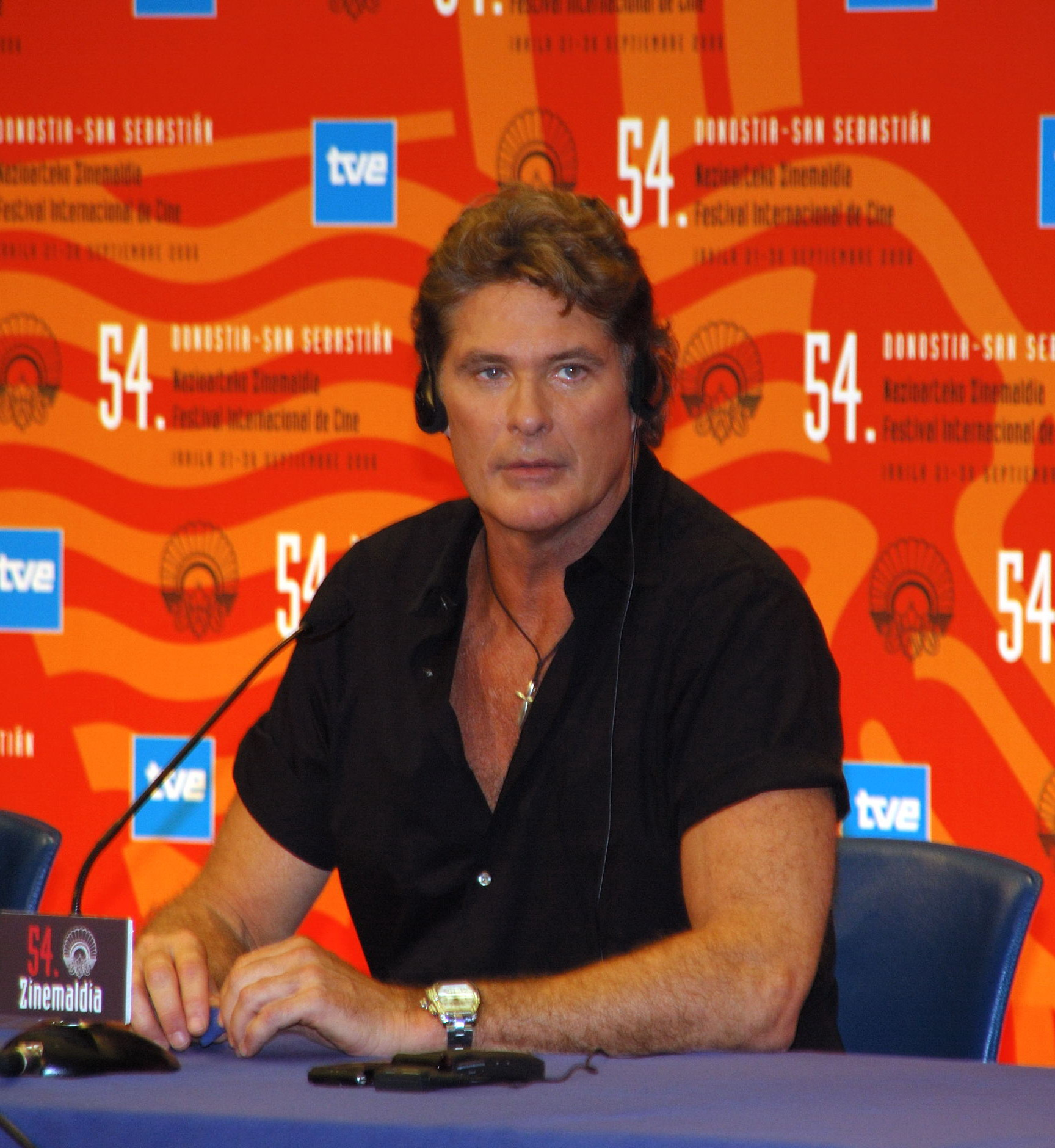
David Hasselhoff en el Festival Internacional de Cine de San Sebastián 2005 (España).

Últimamente se lo ha podido ver en breves cameos para la gran pantalla. En la película de John Waters, A Dirty Shame (2004) tenía un breve papel en el baño de un avión. Participó también en Bob Esponja: La película (2004), donde demostraba tener sentido del humor, ya que se interpretaba a sí mismo (vestido con su típico bañador rojo). En Cuestión de pelotas (2004), junto a Ben Stiller y Vince Vaughn, daba vida al seleccionador de un equipo alemán. 
En 2006 participó en la comedia de Adam Sandler, Click, interpretando al jefe de este.
Un proyecto que tardó más en dar luz verde fue el telefilme, que sirvió de piloto, en 2008 para la nueva serie Knight Rider, donde David volvió a interpretar al intrépido Michael Knight al final de la película.
En 2007 salió a la luz, un video grabado por su hija Hayley de 16 años, donde se ve al actor en estado ebrio tirado en el suelo de un hotel en Las Vegas mientras comía una hamburguesa, reflejando los problemas de alcohol que arrastra desde hace años.
En 2010 fue el invitado especial en RAW donde realizó una pelea de Divas, con bañador rojo, y Santino Marella como árbitro.
En 2011 ha realizado una colaboración especial en la película Fuga de Cerebros 2, que estrenó el 2 de diciembre.
En 2012 grabó un video en Argentina para promocionar las playas de la Provincia de Buenos Aires junto con el actor Emilio Disi.

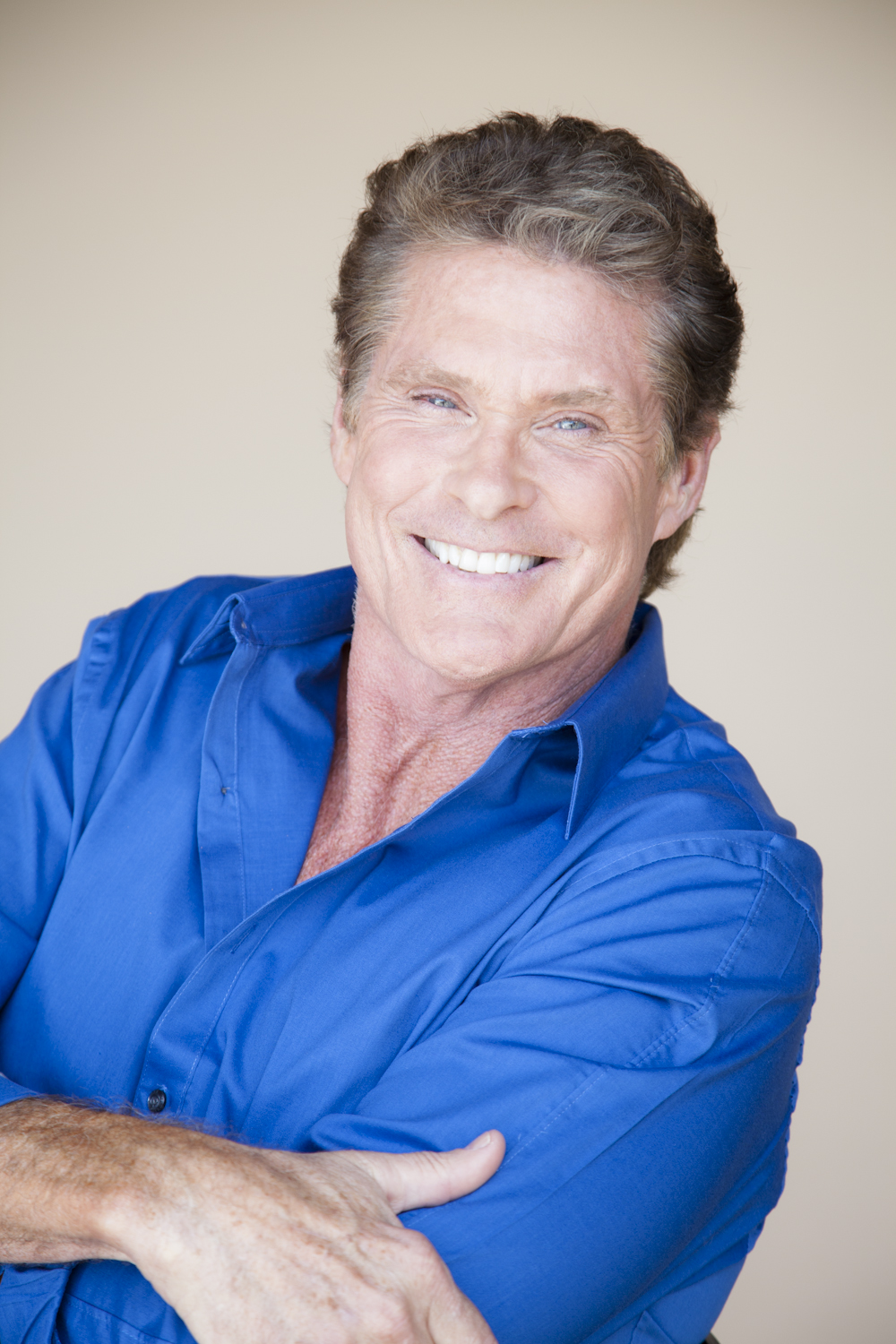
Foto publicitaria del actor en 2013.

El estadounidense se interesó en representar a Países Bajos en el Festival de Eurovisión 2012.
En 2015 fue la imagen del anuncio de Kit Kat.
En 2015, grabó el sencillo "True Survivor", acompañado de un video musical, que apareció como la pista principal para el cortometraje sueco de 2015: "Kung Fury". La canción fue compuesta por Mitch Murder (Johan Bengtsson). Grabado en Suecia, la canción y el video están diseñados como un ostentoso homenaje / parodia de la década de 1980, apareciendo en este dinosaurios, kung fu, Adolf Hitler, skateboarding, dioses nórdicos y viajes en el tiempo. Hasselhoff afirmó que había recibido la oferta de grabar la canción y el video por una solicitud de Sweden Universal para "cantar un tributo a los años 80". "True Survivor" debutó y alcanzó el puesto número 94 en el Canadian Hot 100, convirtiéndose en su primera entrada en las listas de Canadá.
En 2017 participa en la película Guardianes de la Galaxia vol. 2 con la canción "Guardians Inferno", con un video musical retro como un bono en el lanzamiento casero de Guardians of the Galaxy vol. 2, donde Hasselhoff canta, además de realizar ciertos cameos durante el filme de Marvel.
En 2024 participó en el concurso de televisión de Antena 3 Mask Singer: adivina quién canta, bajo la máscara de Hipopótamo.

### Filántropo
Hasselhoff es una persona muy sensibilizada con los problemas del mundo infantil. Fundó la organización caritativa Race for life (Carrera por la vida) que recauda dinero para niños enfermos, y el Club Hasselhoff, para ayudar a niños con cáncer.

### En la cultura
El ataque que lleva su nombre usa su imagen para concienciar a usuarios de ordenadores de sobremesa de la necesidad de tener ciertas medidas de seguridad básicas en los mismos.

## Filmografía

### Películas
| Año  | Título                                        | Personaje                            | Notas                                                       |
| ---- | --------------------------------------------- | ------------------------------------ | ----------------------------------------------------------- |
| 1975 | The Lions Roars Again                         | ¿?                                   |                                                             |
| 1976 | Cuidado con Porky’s                           | Boner                                |                                                             |
| 1979 | Starcrash                                     | Simon                                |                                                             |
| 1985 | Bridge Across Time                            | Don Gregory                          |                                                             |
| 1987 | Tommy's Magical Book Marker                   | Tommy Andersen                       |                                                             |
| 1988 | Strong Times                                  | ¿?                                   |                                                             |
| 1988 | Locos novios II                               | Michael Trutz von Rhein              |                                                             |
| 1988 | Witchery                                      | ¿?                                   |                                                             |
| 1989 | Misión para tres                              | Roger 'Pan blanco' Donaldson         |                                                             |
| 1990 | Reto final                                    | Will Colton                          |                                                             |
| 1992 | Neon City                                     | ¿?                                   |                                                             |
| 1996 | Dear God                                      | Cameo                                | Aparición Especial (se cree)                                |
| 1998 | Legacy                                        | Jack Scott                           |                                                             |
| 1999 | The Big Tease                                 | Himself                              |                                                             |
| 2000 | The Target Shoots First                       | Él mismo                             |                                                             |
| 2000 | Welcome to Hollywood                          | Celebridad Aparecida                 | Aparición Especial                                          |
| 2001 | Layover                                       | ¿?                                   |                                                             |
| 2002 | The New Guy                                   | Cameo                                |                                                             |
| 2003 | Los vigilantes de la playa: Misión Hawai (TV) |                                      |                                                             |
| 2004 | Dodgeball: A True Underdog Story              | Él mismo                             | Cameo                                                       |
| 2004 | EuroTrip                                      | Él mismo                             | Cameo                                                       |
| 2004 | A Dirty Shame                                 | Él Mismo                             | Cameo                                                       |
| 2004 | Bob Esponja: la película                      | Él Mismo                             | Ayuda a Bob Esponja y a Patricio a llegar a Fondo de Bikini |
| 2005 | Fugitives Run                                 | Clint                                |                                                             |
| 2006 | Click                                         | John Ammer                           | Jefe de Michael                                             |
| 2007 | Kickin'It Old Skool                           | Él Mismo/Michael Knight              | Cameo                                                       |
| 2008 | Anaconda 3: Offspring                         | Hammet                               | Transmitido por SciFi Channel                               |
| 2010 | Dancing Ninja                                 | Ansel LaDouche                       |                                                             |
| 2011 | Hop                                           | Él Mismo                             | Director de "Hoff knows Talent"                             |
| 2011 | Fuga de cerebros 2                            | Padre del novio                      | Producción y dirección española                             |
| 2012 | Piranha 3D                                    | Salvavidas: Él Mismo                 |                                                             |
| 2014 | Stretch                                       | Él Mismo                             |                                                             |
| 2015 | Kung Fury                                     | Hoff 9000                            | Voz de Hoff 9000                                            |
| 2015 | Sharknado 3: Oh Hell No!                      | Gilbert "Gil" Shepherd               |                                                             |
| 2016 | Sharknado: Que la 4ª te acompañe              | Gilbert "Gil" Shepherd               |                                                             |
| 2017 | Guardianes de la Galaxia vol. 2               | Él Mismo / Michael Knight            | Cameo                                                       |
| 2017 | Sharknado 5                                   | Gilbert "Gil" Shepherd               |                                                             |
| 2017 | Baywatch                                      | El Mentor / Teniente Mitch Buchannan |                                                             |
| 2017 | Objetivo Hasselhoff                           | Él mismo                             |                                                             |

### Televisión
- Mask Singer: adivina quién canta (2024)
- El joven Sheldon (2021)
- Bob Esponja (2019) (episodio conmemorativo del aniversario número 20 de Bob Esponja)
- Sons of Anarchy (2011)
- Knight Rider (2008)
- America's Got Talent (2006 - 2009)
- Still Standing (2006)
- Baywatch: Hawaiian Wedding (2003)
- Shaka Zulu: The Citadel (2001)
- Jekyll & Hyde (2001)
- One True Love (2000)
- Nick Fury: Agent of S.H.I.E.L.D. (1998)
- Night Man (1997) (piloto para la serie)
- Gridlock (1996)
- Baywatch Nights (1995 - 1997)
- Avalanche (1994)
- Ring of the Musketeers (1992)
- The Bulkin Trail (1992)
- Knight Rider 2000 (1991)
- Baywatch (miembro del reparto desde 1989 a 2000), (también conocida como Los Vigilantes de la Playa en España o Guardianes de la Bahía en Latinoamérica).
- Fire and Rain (1989)
- Perry Mason: The Case of the Lady in the Lake (1988)
- Bridge Across Time (1985)
- The Cartier Affair (1984)
- Knight Rider (1982 - 1986), (conocido como El coche fantástico en España; El auto increíble en México y Paraguay; y El auto fantástico en Latinoamérica). Knight Rider (serie de 2008) (solo sale como actor secundario en el capítulo 1).
- Semi-Tough (1980)
- Pleasure Cove (1979)
- Griffin and Phoenix: A Love Story (1976)
- The Young and the Restless (miembro del reparto desde 1975 a 1982)

### Videojuegos
- Call of Duty: Infinite Warfare - Zombies In SpaceLand Map (2016)

## Apariciones en musicales
- Chicago (como Billy Flynn) (Londres)
- Jekyll & Hyde (como Dr. Jekyll/Hyde) (Broadway)
- Grease (como Danny Zucco)
- Jesus Christ Superstar (como Judas Iscariot)
- The Producers (como Roger DeBris) (Las Vegas)
- The Rocky Horror Show (como Doctor Frank N. Furter) (Los Ángeles)
- Through the night (CueStack)

## Discografía

### Álbumes realizados
- (2005) David Hasselhoff Sings America Gold Edition
- (2004) The Night Before Christmas
- (2004) David Hasselhoff Sings America
- (2000) Magic Collection
- (1997) Hooked on a Feeling
- (1995) David Hasselhoff
- (1995) Looking for... the Best
- (1994) Du
- (1993) You are Everything
- (1992) Everybody Sunshine
- (1991) David
- (1990) Crazy for You
- (1989) Looking for Freedom
- (1989) Knight Lover
- (1985) Night Rocker

### Singles realizados
- (2017)  Guardians Inferno de Guardianes de la Galaxia vol. 2
- (2015) True Survivor
- (2007)  Bob Esponja, la película
- (2006) Jump in My Car
- (1993) Pingu Dance (solo en Suiza)
- (1993) If I Could Only Say Goodbye
- (1993) Wir zwei allein
- (1992) Everybody Sunshine
- (1991) Do the Limbo Dance
- (1990) Crazy for You
- (1989) Is Everybody Happy?
- (1989) Our First Night Together
- (1989) Looking for Freedom